# Косенко Іларіон Федорович
Іларіо́н Фе́дорович Косе́нко (19 серпня 1888, Зіньків — 10 жовтня 1950, Париж) — державний діяч доби УНР, міністр пошт і телеграфів, журналіст. Також інженер, громадський діяч в еміграції у Франції.

## Біографія
Народився в родині Федора Омеляновича і Ганни Дмитрівни Косенків. Рід Косенків — давній козацький, Іларіон завжди пишався цим. Шестирічним почав він навчання у Зінківській міській школі, якою завідував Костянтин Зеров — батько трьох відомих в історії української літератури і науки братів Зерових — Миколи, Михайла, Дмитра. Потім навчався у Понєвєжській реальній школі, на економічному факультеті Петербурзької політехніки. Входив до Української студентської громади Петроградського політехнічного інституту (осінь 1909 — грудень 1917), в якому вчився разом з Левом Биковським. За національно-революційну пропаганду у 1911—1912 роках перебував під негласним наглядом поліції. У наступні два роки був генеральним секретарем Союзу українських студентських організацій Петрограда. У 1917 році Косенко — член Українського революційного комітету і голова організації українських соціалістів-революціонерів у Петрограді. 2 січня 1918 року Іларіон Косенко повертається на Україну. Після захоплення Києва Муравйовим (5-8 лютого 1918) Косенко з родиною переховується на Полтавщині біля Гадяча, і навіть на прохання Олени Пчілки заміняє її на посаді редактора газети Гадяцької земської управи. За Директорії делегат Українського Трудового Конгресу (січень 1919), обраний делегатом на Всеукраїнському поштово-телеграфному з'їзді.
Товариш міністра преси і пропаганди в уряді І. Мазепи. Начальник Київської поштово-телеграфної округи. Член комітету при головноуповноваженому уряду УНР на Поділлі від міністерства преси і пропаганди.
Редагував щоденну безпартійну Кам'янець-Подільську газету «Наш шлях» (середина 1919 — травень 1920) з 1 по 82 число, по ньому — С. Шишковський.
26 травня 1920 — в кабінеті В. Прокоповича, міністр пошт і телеграфів.
Наприкінці 1920 року виїхав з України з дружиною Софією та дітьми Євгеном і Вірою. На еміграції в Парижі активний громадський діяч, адміністратор тижневика «Тризуб» (1925—1940). 1926 року входив до складу ініціативної групи з початків руху підтримки українців у Франції.
Під час процесу над убивцею Симона Петлюри, більшовицьким агентом Шварцбардом у Парижі було видано 10 номерів «Тризуба», який тоді виходив щоденно і публікував матеріали процесу, а також кілька книг, які розкривають правду про те, хто такий Шварцбард. Іларіон Косенко дав на процесі над убивцею правдиві свідчення про негативне ставлення Симона Петлюри до погромів, але що вдієш — процес над Шварцбардом, як на основі архівних документів встановили науковці, був однією з найуспішніших таємних операцій радянських спецслужб, у результаті якої убивцю виправдали.
1927 року при редакції «Тризуба» створюється бібліотечна рада у складі В'ячеслава Прокоповича (голова),  Іларіона Косенка, Олександра Удовиченка, Івана Опанасовича Рудичева. Голова ради директорії «Української бібліотеки ім. С. Петлюри», за відсутності Рудичева доглядав за приміщенням бібліотеки у Парижі в часі німецької окупації. У листі від 5 березня 1942 таким чином характеризував емігрантське життя у Франції за часів окупаційного режиму: «Говорили багато з В. К. (йдеться про В. К. Прокоповича) про всі наші тутешні справи, але власне на цьому все і зупинилося, бо не час і нічого ми зробити не можемо. Найбільш всі тепер турбуються не про справи духовні. А про моркву і картоплю.»
Причиною смерті Іларіона Косенка стала хвороба, яку він дістав, коли гітлерівці під час окупації Франції погнали його на примусові роботи — копати ями, будувати бліндажі. З трудом дружина добула гроші, щоб купити місця накладовищі PereLachaise.